# カンダウリズム
カンダウリズム（Candaulism）とは、原義的には、自分の妻の裸体を第三者に晒すことによって興奮する性的嗜好のこと。リディアの王・カンダウレスが自分の妻の裸体を家来に見せていたことが語源である。しかし、最近では、転義として、自分の恋人、妻が他人と性行為をするのを見て悦ぶ嗜好を指すようにもなった。その意味では「寝取られ」に近いが、寝取られる側が意図的にそのように仕向けている、というニュアンスがあるので、「寝取らせ」と言ったほうが良いかもしれない。カンダリズムとも表記する。

カンダウレス王のケースは、妻自身は他者に覗かれていることを知らず、その事実を知り激怒するが、現代的なケースの場合、妻（または彼女）も合意である場合が多い。

## カンダウリズムを描いた諸作品
- 『鍵』　（谷崎潤一郎）
- 『ふたりだけの愛の体験』
- 『カンドール王』（アンドレ・ジッド）
- 『ギューゲスと彼の指輪』（ヘッベル）
- 『カンダウレス王』（テオフィル・ゴーティエ）
- 『日本のセックス』（樋口毅宏　双葉社）　カンダウリズムという語自体が出てくる